# Nicolas Kazadi
Pour les articles homonymes, voir Kazadi.
Nicolas Kazadi, né le 7 janvier 1966 à Léopoldville, est un économiste et homme politique congolais (RDC). Il est ambassadeur itinérant du président Félix Tshisekedi avant d’être ministre des Finances (2021-2024).
Proche de l'opposant historique Étienne Tshisekedi, il est nommé ambassadeur itinérant du Président de la république démocratique du Congo par Félix Tshisekedi le 7 mars 2019 et ministre des Finances le 12 avril 2021.
Nicolas Kazadi est le fils de Jacques Kazadi.

## Biographie

### Parcours universitaire
Nicolas Kazadi commence ses études à l'université de Kinshasa, mais y écroule seulement une année avant de transférer à l'université Marien-Ngouabi à Brazzaville, capitale du Congo voisin, où il décroche une licence en planification du développement. Il continue ses études à l'université de Reims-Champagne-Ardenne, où il obtient sa première maitrise, en macroéconomie. Nicolas Kazadi poursuit ensuite d'autres études en France, à l'université Panthéon-Sorbonne, d'où il devient titulaire d'un diplôme de troisième cycle en économie en 1990.
En 1998, après quelques années passées au Congo/Zaïre à la Banque centrale et au Ministère des Finances, il repart en France pour l'École nationale d'administration (ENA), où il reçoit une maitrise en administration publique dans la promotion Averroès.

### Retour au Zaïre et première carrière gouvernementale
En 1991, Nicolas Kazadi retourne au Zaïre, où il commence une carrière à la Banque centrale du Zaïre et devient un cadre jusqu'à son départ en 1995, quand il rejoint le Ministère des Finances en tant que conseiller économique et financier du ministre. C'est dans ce même ministère qu'il rencontre Vital Kamerhe, avec qui il redeviendra proche collaborateur en tant que membre du cabinet de la présidence sous Félix Tshisekedi.
En 1997, il retourne à la désormais Banque centrale du Congo jusqu'en 1998, d'où il part en France pour rejoindre l'École nationale d'administration. Avant son départ, il est membre de la Cellule technique pour la réforme monétaire (CETEREM), l'équipe chargée de concevoir et de mettre en œuvre la réforme monétaire du nouveau Congo sous Laurent-Désiré Kabila, d'où la réintroduction du franc congolais.
En 2001, il retourne de nouveau au Congo et devient directeur général de la Chambre de commerce et d'industrie de France à Kinshasa.

### Carrière diplomatique
En janvier 2002, Nicolas Kazadi rejoint la Banque africaine de développement (BAD) à Abidjan, en tant que conseiller et directeur exécutif par intérim, représentant cinq pays d'Afrique centrale; notamment la RDC, le Cameroun, le Congo, le Burundi et la République centrafricaine.
Un an et demi plus tard, il continue sa carrière intergouvernementale au sein du Programme des Nations unies pour le développement (PNUD). Sur une période de 15 ans, il est conseiller économique et responsable des unités des stratégies et politiques pour la Guinée, la Côte d'Ivoire, Madagascar et le Togo.

### Fin de carrière diplomatique et deuxième carrière gouvernementale

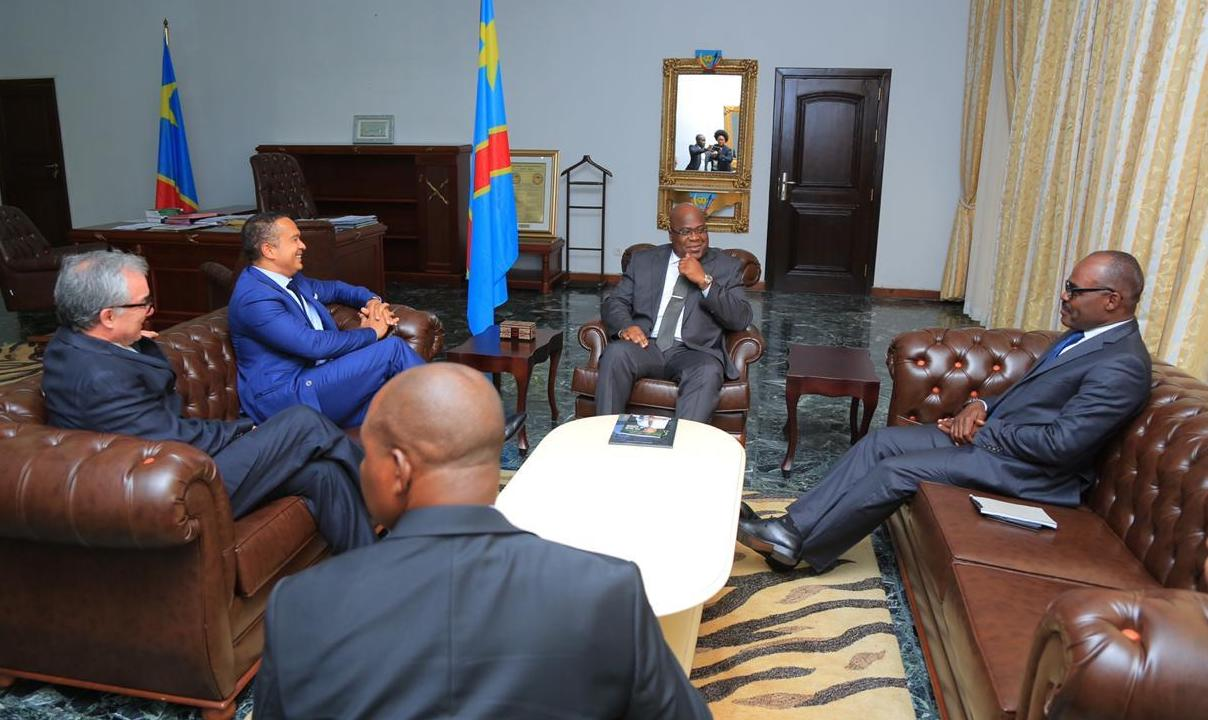
Félix Tshisekedi avec Nicolas Kazadi et Luc-Gérard Nyafé (en bleu) à la Cité de l'Union africaine en 2019.

Membre de l'Union pour la démocratie et le progrès social (UDPS), et conseiller du défunt fondateur Étienne Tshisekedi pendant de nombreuses années, Nicolas Kazadi quitte sa carrière diplomatique aux Nations unies en décembre 2018, mois de fin de campagne de l'élection présidentielle du 23 décembre 2018, afin de rejoindre son proche et candidat d'alors, Félix Tshisekedi,. Un mois et demi après la victoire du nouveau Président de la République, Nicolas Kazadi est nommé ambassadeur itinérant de la présidence le 7 mars 2019,.
Nicolas Kazadi est nommé ministre des Finances le 12 avril 2021 et entre en fonction le 28 avril 2021 (gouvernement Lukonde I). Il est reconduit dans le gouvernement Lukonde II jusqu'en juin 2024.
En avril 2024, Nicolas Kazadi est interdit de quitter le territoire congolais par le procureur près la Cour de cassation. Ce dernier enquêtait sur un détournement de fonds publics et de la corruption dans la passation et l'exécution d’un marché de construction de forages d’eau. En juin 2024, l'Assemblée nationale autorise l'ouverture d'une enquête contre Kazadi. Le 9 octobre 2024, Kazadi a été disculpé par la justice de toute infraction.